# SIM-lock

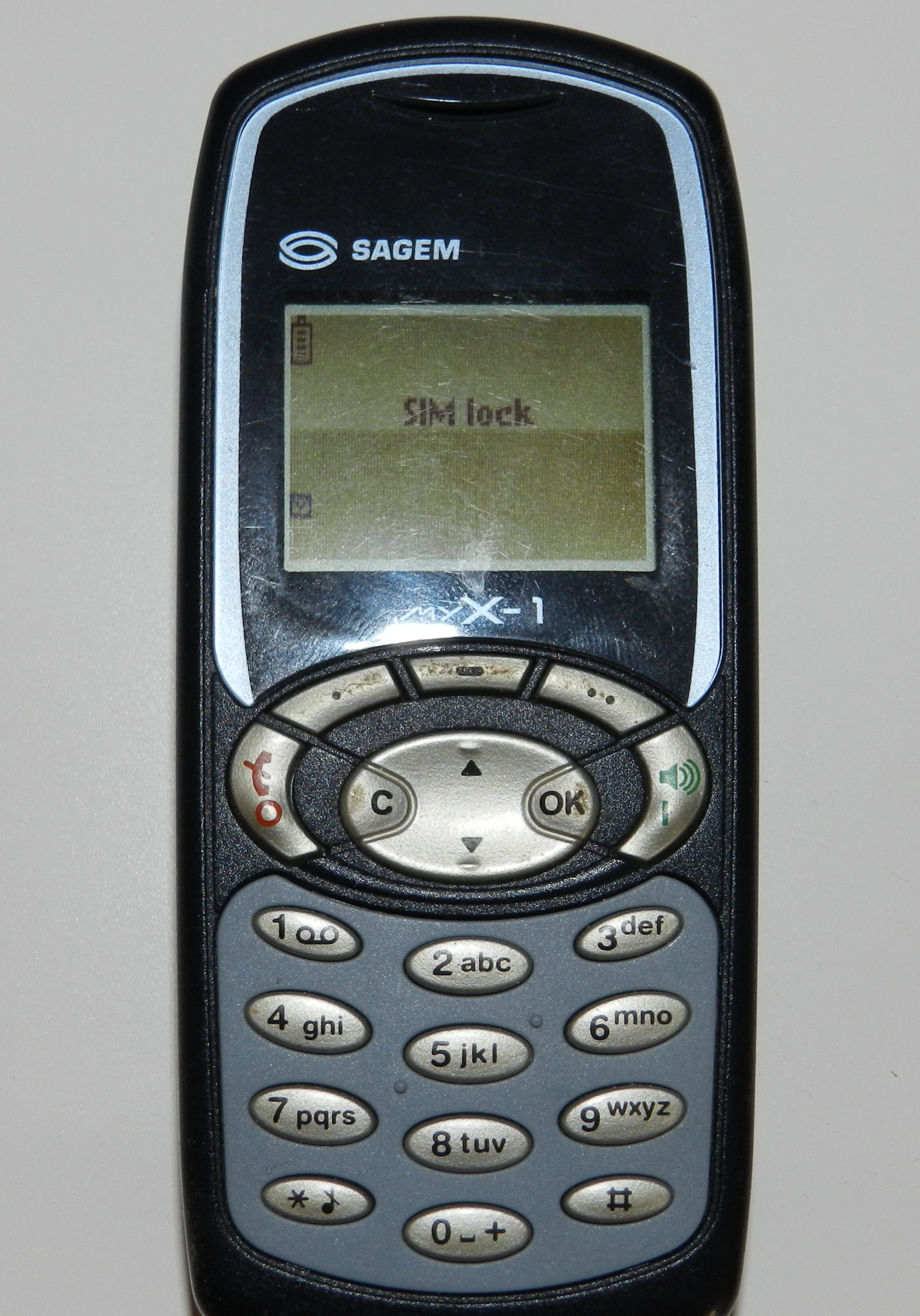
Blokada SIM-lock na telefonie Sagem.

SIM-lock (SIM lock, potocznie simlock) – zabezpieczenie w oprogramowaniu telefonów komórkowych oraz modemów GSM zakładane przez producenta na życzenie operatora, najczęściej powodujące brak autoryzacji kart SIM pochodzących od innych operatorów.
W telefonie komórkowym z SIM-lockiem można zainstalować kartę SIM tylko jednego operatora, najczęściej samego sprzedawcy telefonu. Istnieje również możliwość takiego zablokowania telefonu, aby działał tylko z jedną, wybraną kartą SIM lub np. z kartami z określonego kraju. Umieszczenie innej karty w tak zablokowanym aparacie powoduje zwykle pokazanie napisu Brak sieci lub informacji o włączonej blokadzie. Najczęściej blokada SIM-lock jest zakładana na kod kraju i kod sieci (MNC + MCC), np. 260-01, która jest zwykle zakładana na życzenie operatora.
Zazwyczaj firma, która założyła SIM-locka, oferuje także możliwość jego zdjęcia za odpowiednią opłatą lub bezpłatnie po określonym czasie (np. na koniec terminowej umowy między klientem a operatorem). W większości telefonów operacja taka polega na wpisaniu w odpowiednim menu telefonu kodu odblokowującego NCK. Sklepy z telefonami i akcesoriami do nich oraz komisy zwykle również oferują możliwość zdjęcia SIM-locka, a cena tej operacji jest zależna głównie od tego, jak bardzo jest skomplikowana. Może ona zająć od jednej minuty do kilku dni, jak np. jest w przypadku odblokowywania iPhone'a.